# PC Gamer

《PC Gamer》的標誌

《PC Gamer》是1993年開始于英國發行的PC遊戲月刊雜誌，出版商是Future plc。現該雜誌有多個地區版本，其中尤以英國版和1994年6月開始發行的美國版發行量為最。該雜誌主要刊登電子遊戲產業相關新聞和評論，此外也涉足其他周邊領域。

## 外部連結
- 官方网站